# Малик, Мухаммад Асад
Мухаммад Асад Малик (англ. Muhammad Asad Malik, 30 октября 1941, Шекхупура, Пенджаб (Британская Индия) — 27 июля 2020, Шаракпур-Шариф, Шекхупура, Пенджаб, Пакистан) — пакистанский хоккеист (хоккей на траве), нападающий. Олимпийский чемпион 1968 года, серебряный призёр летних Олимпийских игр 1964 и 1972 годов.

## Биография
Мухаммад Асад Малик родился 30 октября 1941 года в городе Шекхупура. Младший брат Саед и племянники Анджум Саед и Наим Амджад также выступали за сборную Пакистана.
В 1962 году в составе сборной Пакистана завоевал золотую медаль хоккейного турнира летних Азиатских игр в Джакарте.
В 1964 году вошёл в состав сборной Пакистана по хоккею на траве на Олимпийских играх в Токио и завоевал серебряную медаль. Играл на позиции нападающего, провёл 7 матчей, забил 2 мяча (по одному в ворота сборных Южной Родезии и Австралии).
В 1966 году в составе сборной Пакистана завоевал серебряную медаль хоккейного турнира летних Азиатских игр в Бангкоке.
В 1968 году вошёл в состав сборной Пакистана по хоккею на траве на Олимпийских играх в Мехико и завоевал золотую медаль. Играл на позиции нападающего, провёл 9 матчей, забил 5 мячей (два в ворота сборной Малайзии, по одному — Нидерландам, Аргентине и Австралии). Был изображён на пакистанской почтовой марке номиналом 15 пайс, посвящённой победе сборной.
В 1970 году в составе сборной Пакистана завоевал золотую медаль хоккейного турнира летних Азиатских игр в Бангкоке.
В 1971 году удостоен ордена Тамга-и-Куаид-и-Азам, выиграл первый чемпионат мира в Барселоне.
В 1972 году вошёл в состав сборной Пакистана по хоккею на траве на Олимпийских играх в Мюнхене, нёс флаг на церемонии открытия и завоевал серебряную медаль. Играл на позиции нападающего, провёл 9 матчей, забил 1 мяч в ворота сборной Аргентины.
В 1961—1972 годах провёл за сборную Пакистана 121 матч, забил 41 мяч.
Погиб 27 июля 2020 года в ДТП близ пакистанского города Шаракпур-Шариф в провинции Пенджаб.